# Puchar Europy w Biegu na 10 000 metrów 2008
12. Puchar Europy w Biegu na 10 000 metrów – zawody lekkoatletyczne, które odbyły się 12 kwietnia 2008 w Stambule.
Za stosowanie dopingu została zdyskwalfikowana reprezentantka Turcji Elvan Abeylegesse, tym samym zawodniczka utraciła 1. miejsce wywalczone indywidualnie, Turcja zaś utraciła 2. pozycję wywalczoną w klasyfikacji drużynowej kobiet.

## Rezultaty
Źródło: 

### Mężczyźni
| Konkurencja   | 1. miejsce     | Rezultat            | 2. miejsce        | Rezultat            | 3. miejsce  | Rezultat            |
| ------------- | -------------- | ------------------- | ----------------- | ------------------- | ----------- | ------------------- |
| Indywidualnie | Shimelis Girma | 27:47,75            | Carles Castillejo | 28:07,55            | Oleg Kulkow | 28:48,55            |
| Drużynowo     | Rosja          | 1:26:47,32 (14 pkt) | Hiszpania         | 1:27:31,71 (22 pkt) | Włochy      | 1:28:36,56 (30 pkt) |

### Kobiety
| Konkurencja   | 1. miejsce      | Rezultat            | 2. miejsce  | Rezultat | 3. miejsce     | Rezultat |
| ------------- | --------------- | ------------------- | ----------- | -------- | -------------- | -------- |
| Indywidualnie | Lornah Kiplagat | 31:53,72            | Hilda Kibet | 32:05,49 | Anikó Kálovics | 32:09,02 |
| Drużynowo     | Białoruś        | 1:40:41,27 (29 pkt) | N/A         | N/A      | N/A            | N/A      |